# USC Heidelberg
USC Heidelberg är en basketklubb i Heidelberg i Tyskland.

## Meriter
- Tyska mästare i basket (9 gånger): 1957, 1958, 1959, 1960, 1961, 1962, 1966, 1973, 1977.